# Poul Kallsberg
Poul Kallsberg (Kolbeinagjógv, 4 de febrero de 2003) es un futbolista feroés que juega en la demarcación de delantero para el Víkingur Gøta de la Primera División de las Islas Feroe.

## Selección nacional
Tras jugar en las categorías inferiores de la selección, finalmente hizo su debut con la selección de Islas Feroe el 5 de junio de 2025 en un encuentro amistoso contra Georgia que finalizó con un resultado de 1-0 a favor del combinado georgiano tras un gol de Luka Lochoshvili.

## Clubes
| Club          | País        | Año       | Partidos | Goles |
| ------------- | ----------- | --------- | -------- | ----- |
| Skála ÍF      | Islas Feroe | 2019-2022 | 63       | 16    |
| Víkingur Gøta | Islas Feroe | 2023-     | 74       | 26    |